# Wellsville (Utah)
Wellsville é uma cidade localizada no estado norte-americano de Utah, no Condado de Cache.

## Demografia
Segundo o censo norte-americano de 2000, a sua população era de 2728 habitantes.
Em 2006, foi estimada uma população de 2485, um decréscimo de 243 (-8.9%).

## Geografia
De acordo com o United States Census Bureau tem uma área de
16,6 km², dos quais 16,5 km² cobertos por terra e 0,1 km² cobertos por água. Wellsville localiza-se a aproximadamente 1386 m acima do nível do mar.

## Localidades na vizinhança
O diagrama seguinte representa as localidades num raio de 12 km ao redor de Wellsville.